# Ángelos Tsámis
Ángelos Tsámis (grec moderne : Άγγελος Τσάμης), né le 2 octobre 1981 à Achaïe, en Grèce, est un joueur grec de basket-ball. Il évolue aux postes de meneur et d'arrière.

## Biographie

### Ses débuts (199?-2008)
Natif de Patras, en Grèce, Angelos Tsamis est un joueur polyvalent, travailleur et agressif au cercle. Il peut jouer au poste 1, 2 et 3. Formé à Patras, il commence logiquement sa carrière professionnelle à l'AEP Patras lors de la saison 2005-2006. La saison suivante, Tsamis s'affirme à Patras en marquant 6,6 points en moyenne par match, en ligue ESAKE. Ce qui lui vaut la sollicitation de l'AEK Athènes pour la saison 2007-2008. En manque de temps de jeu, il part par la suite au Kolossos de Rhodes.

### Kolossos de Rhodes (2008-2012)
Au fil des saisons, Angelos Tsamis se fait un nom. Passant de 5,1 points en moyenne en 2008-2009 à 11,5 points de moyenne lors de la saison 2011-2012, l'arrière grec est un élément central de l'effectif de Rhodes. Il montre par ailleurs qu'il est capable de défendre à un très haut niveau et d'apporter des rebonds, notamment lors de sa dernière saison en Grèce (statistiques 2011-2012 : 11,5 points, 4,6 rebonds et 2,6 passes). Ses performances lui valent d'être élu parmi les prétendants au titre de MVP du championnat hellène. Avec son équipe, Kolossos de Rhodes, il se hisse en demi-finale face au Panathinaïkos. 

### Limoges CSP (2012-2013)
Durant l'été 2012, Tsamis est courtisé par le Limoges CSP de Panagiotis Giannakis et l'Apollon Patras. Le 5 août 2012, il conclut au préalable un accord verbal avec le club de l'Apollon Patras sur la base d’un contrat portant sur deux ans tout en ayant une possibilité de partir pour un club à l'étranger jusqu'au 20 août. Finalement, il décide de partir au Limoges CSP. Dès ses débuts sous le maillot cercliste, Angelos Tsamis remporte le Match des champions opposant à l’Élan Chalon.

## Statistiques individuelles
Le tableau suivant présente les statistiques individuelles de Angelos Tsamis pendant sa carrière professionnelle en saison régulière.
| Saison    | Club            | Matchs | Matchs | Min. | Points | Points | 2 pts | 2 pts | 2 pts  | 3 pts | 3 pts | 3 pts  | LF | LF | LF     | Rebonds | Rebonds | Pd  | Int | C   | Bp  | FP  |
| Saison    | Club            | MJ     | Tit    | Min. | Pts    | PPM    | R     | T     | %      | R     | T     | %      | R  | T  | %      | Rt      | R       | Pd  | Int | C   | Bp  | FP  |
| --------- | --------------- | ------ | ------ | ---- | ------ | ------ | ----- | ----- | ------ | ----- | ----- | ------ | -- | -- | ------ | ------- | ------- | --- | --- | --- | --- | --- |
| 2006-2007 | AEP Patras      | 23     | -      | 15,2 | -      | 6,6    | -     | -     | 55,1 % | -     | -     | 34,0 % | -  | -  | 84,0 % | -       | 1,8     | 1,3 | 0,8 | 0,1 | 1,4 | 0,4 |
| 2007-2008 | AEK Athènes     | 10     | -      | 9,6  | -      | 1,1    | -     | -     | 40,0 % | -     | -     | 0,0 %  | -  | -  | 70,0 % | -       | 1,3     | 0,5 | 0,3 | 0,1 | 0,9 | 0,2 |
| 2008-2009 | Kolossos Rhodes | 26     | -      | 17,3 | -      | 5,1    | -     | -     | 55,7 % | -     | -     | 25,0 % | -  | -  | 75,0 % | -       | 2,6     | 1,5 | 0,6 | 0,0 | 1,2 | 0,2 |
| 2009-2010 | Kolossos Rhodes | 24     | -      | 21,2 | -      | 8,0    | -     | -     | 53,4 % | -     | -     | 27,9 % | -  | -  | 78,0 % | -       | 2,9     | 1,5 | 1,1 | 0,2 | 1,6 | 0,0 |
| 2010-2011 | Kolossos Rhodes | 28     | -      | 24,7 | -      | 9,5    | -     | -     | 59,3 % | -     | -     | 33,9 % | -  | -  | 74,1 % | -       | 3,3     | 2,5 | 0,9 | 0,1 | 2,3 | 0,0 |
| 2011-2012 | Kolossos Rhodes | 34     | -      | 28,4 | -      | 11,5   | -     | -     | 48,1 % | -     | -     | 33,0 % | -  | -  | 82,9 % | -       | 4,7     | 2,7 | 1,0 | 0,3 | 2,6 | 0,0 |

## Palmarès
- 2011-2012 : Demi-finaliste de l'ESAKE A1 avec le Kolossos de Rhodes.
- 2012 : Vainqueur du  Match des champions avec le Limoges CSP.